# Rollo de verano

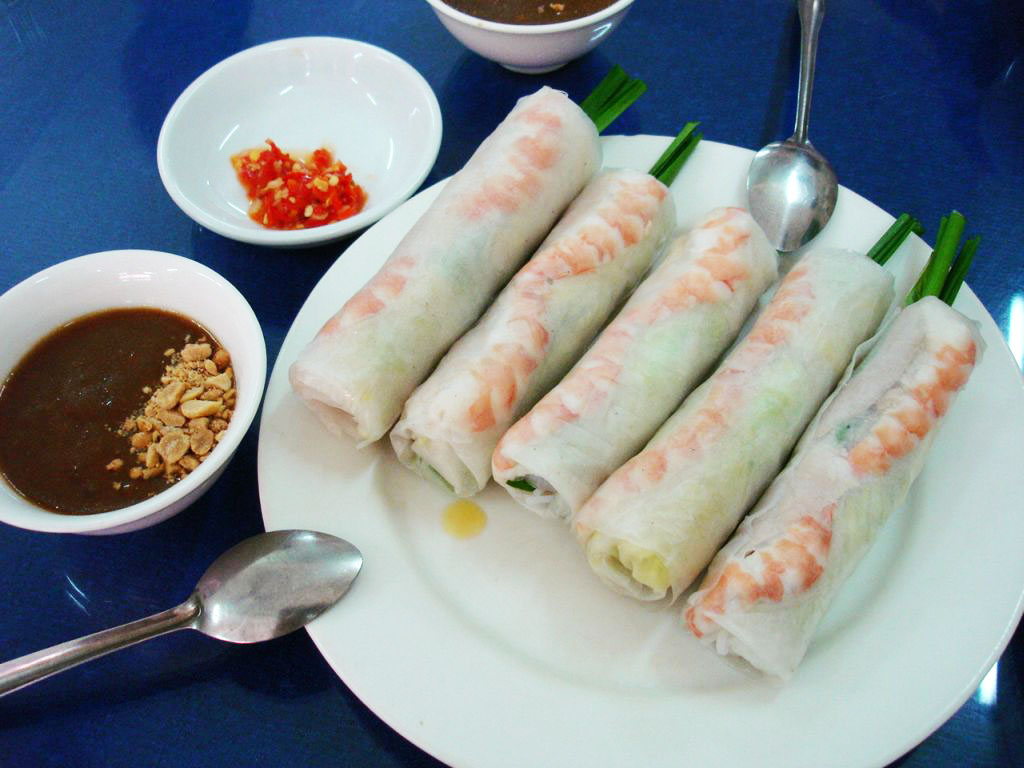
Rollos verano con acompañantes.

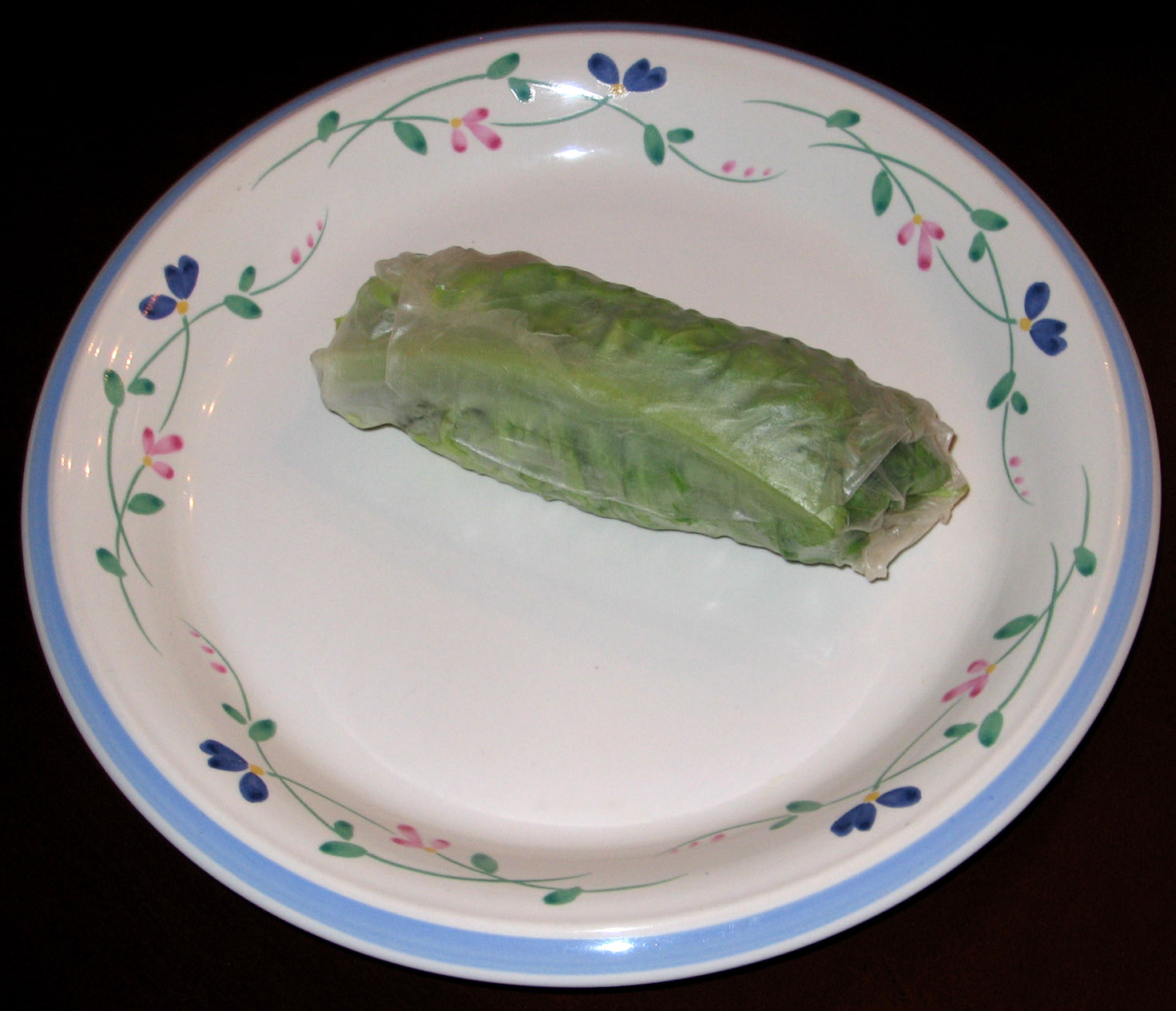
Rollo verano.

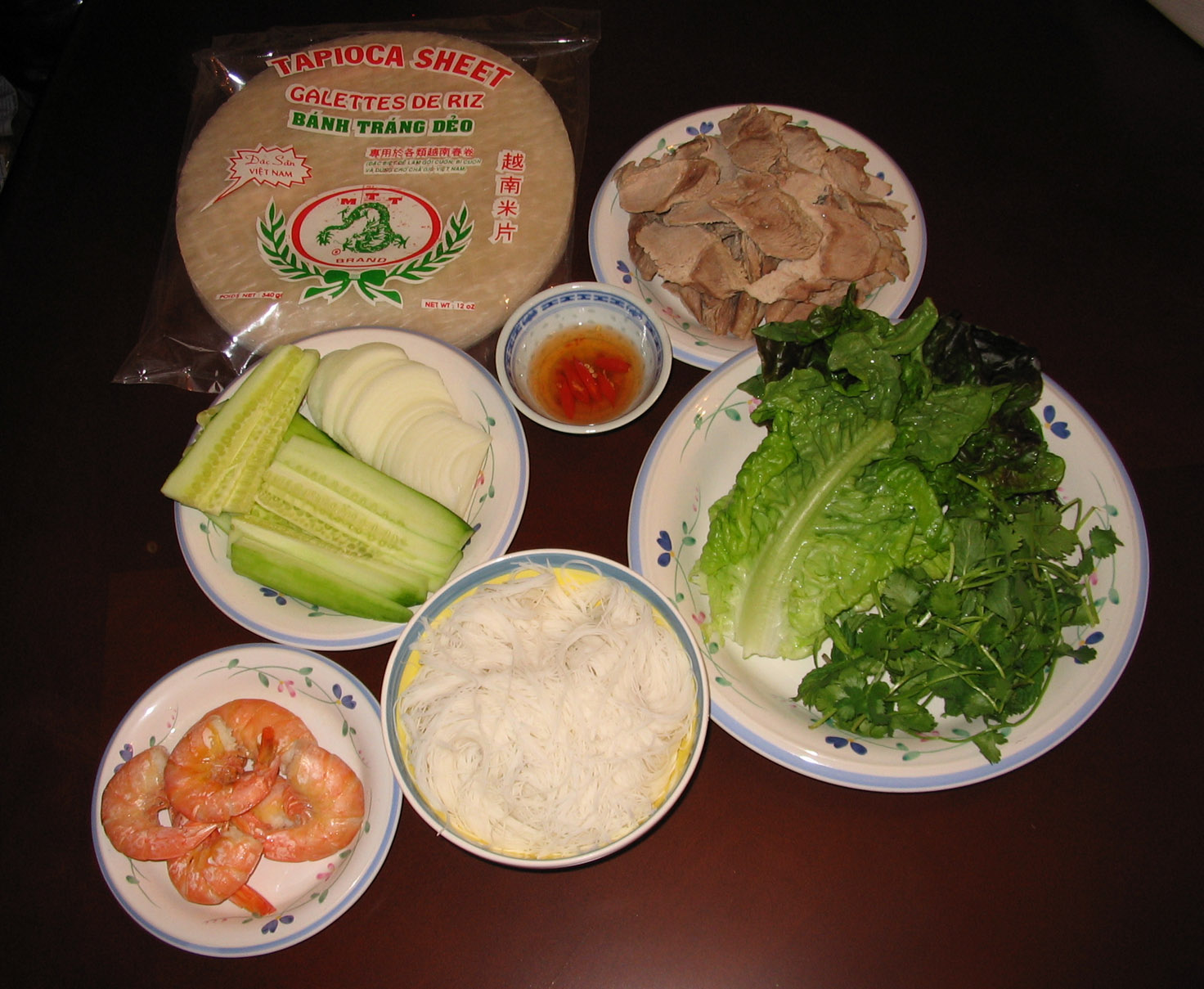
Ingredientes de rollos verano típicos.

Un rollo de verano (vietnamita gỏi cuốn; literalmente "ensalada mixta enrollada"), es una comida vietnamita compuesta por carne de cerdo, gambas, hierbas, bún (vermicelli de arroz) entre otros ingredientes, enrollado en papel de arroz. Se sirven fríos y, al contrario que los rollos de primavera, no son fritos.
En los menús de algunos restaurantes de cocina vietnamita en el extranjero el 'gỏi cuốn se traduce como rollo de primavera, con esa diferencia en la forma de preparación. También existen variaciones de estos rollos en la cocina tailandesa. Los rollos de verano se suelen untar en una salsa sencilla compuesta de salsa hoisin, ajo, mantequilla de cacahuete y agua, frito todo en una sartén hasta que se haya mezclado con una combinación de salsa de pescado, ajo, azúcar, lima y zanahoria.
Aunque normalmente son servidos como un aperitivo fuera del continente asiático, el rollo de verano constituye a menudo un plato principal en Vietnam.
En Venezuela se los conoce como lumpias vietnamitas para diferenciarlos de las lumpias propiamente dichas o lumpias chinas.